# Gostujući profesor
Gostujući profesor (engl. visiting scholar) je nastavnik koji radi na privremenoj osnovi - za jedan semestar ili do šest godina - u sveučilišnoj nastavi kao profesor ili u istraživačkom radu. 